# Charaxes laodice
Charaxes laodice är en fjärilsart som beskrevs av Dru Drury 1782. Charaxes laodice ingår i släktet Charaxes och familjen praktfjärilar. Inga underarter finns listade i Catalogue of Life.